# Stranger Than Paradise
Stranger Than Paradise es una película cómica absurdista de humor seco estrenada en 1984. Fue escrita y dirigida por Jim Jarmusch y protagonizada por el músico de jazz John Lurie, el exmúsico de Sonic Youth, Richard Edson, y la actriz húngara Eszter Balint.

## Argumento
La película tiene un argumento minimalista en el cual el personaje principal, Willie, tiene una prima de Hungría, Eva, que se queda con él durante diez días antes de irse a Cleveland. Más tarde, Willie y su amigo Eddie viajan a Cleveland a visitarla.

## Características
La película tiene un inusual estilo, fue filmada en blanco y negro y los actores en su mayoría no son profesionales. También es notable por su importancia histórica, particularmente su influencia en el cine independiente. La estética de bajo presupuesto de la película fue un ejemplo para directores independientes posteriores.

## Reparto
- John Lurie - Willie
- Eszter Balint - Eva
- Richard Edson - Eddie
- Cecillia Stark - Aunt Lotte
- Danny Rosen - Billy
- Rammellzee - Man With Money
- Tom DiCillo - Airline Agent
- Richard Boes - Factory Worker
- Rockets Redglare, Harvey Perr y Brian J. Burchill - Poker Players
- Sara Driver - Girl With Hat
- Paul Sloane - Motel Owner

## Premio
- 1984: Caméra d'Or en el Festival de Cannes